# Herrnhutstjärna

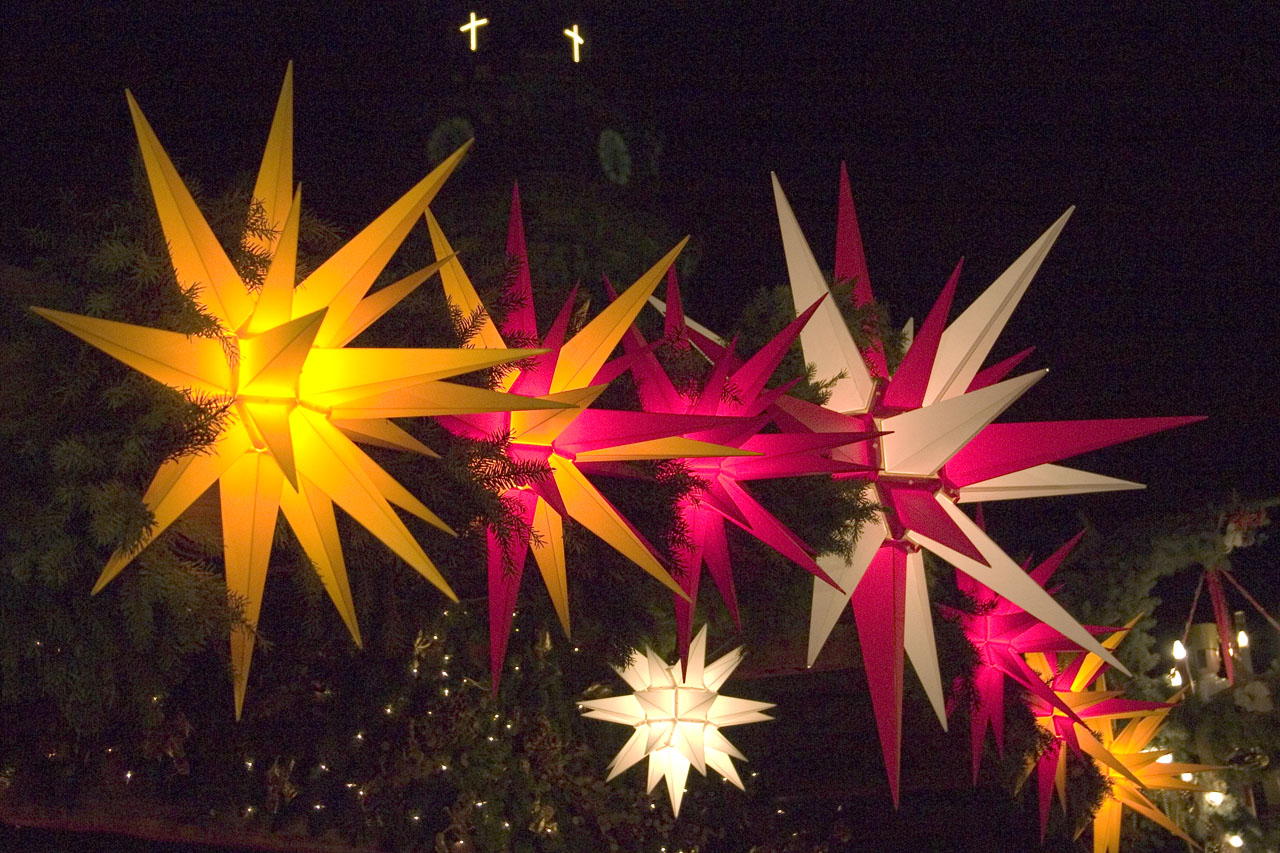
Herrnhutstjärnan var den första adventsstjärnan.

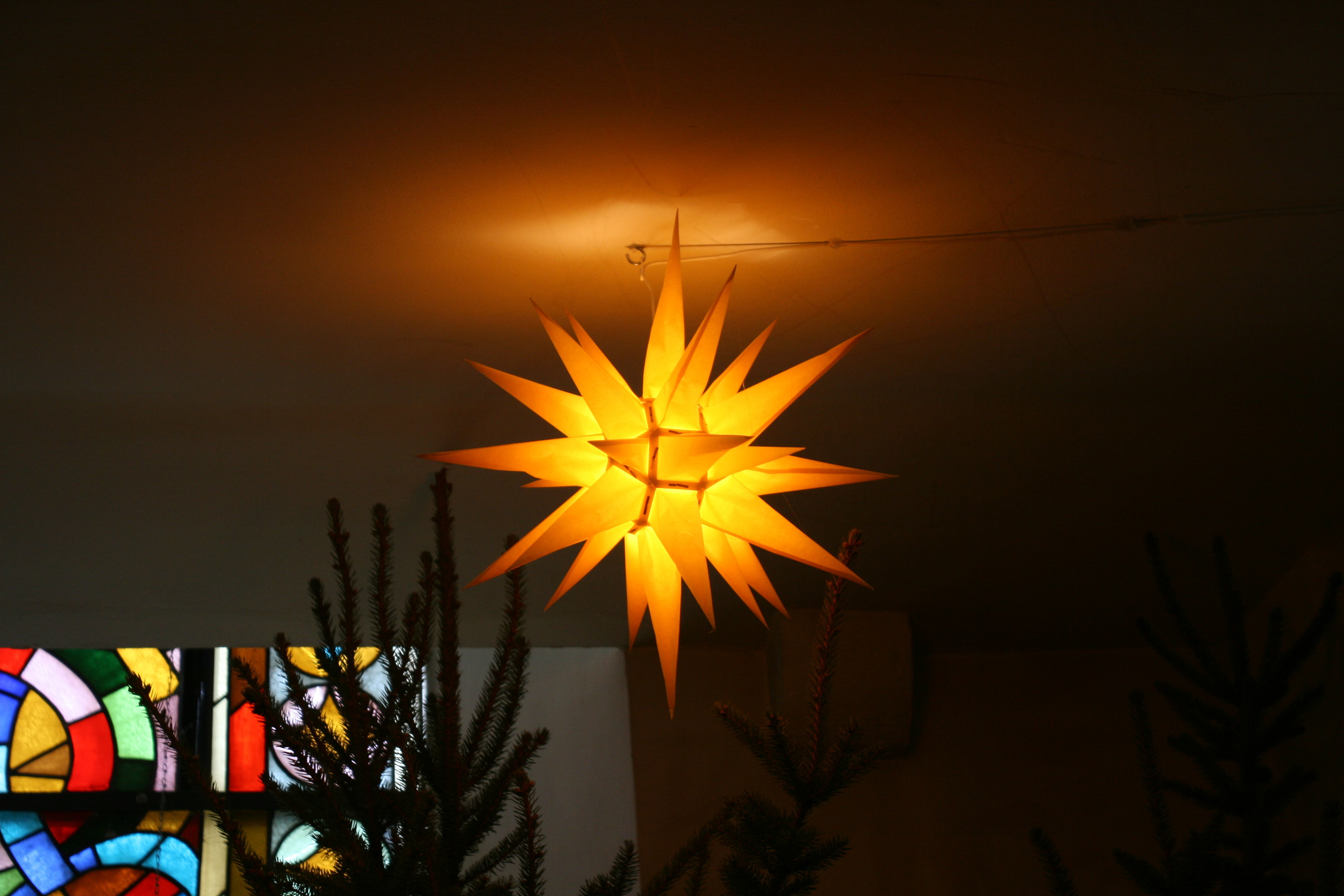

Herrnhutstjärna (även Herrnhutiska stjärnan och mährisk stjärna), tyska Herrnhuter Stern är en karaktäristisk adventsstjärna som var den första vitt spridda adventsstjärnan. Herrnhutstjärnan var den adventsstjärna som introducerades och lade grunden för traditionen i Sverige. 

## Historia
Adventsstjärnan utvecklades i Herrnhut i Oberlausitz (i Sachsen) som en del av herrnhutismen. Det gjorde också att stjärnan spreds med missionärer. Bakgrunden till stjärnan går tillbaka till början av 1800-talet. 1821 firade internatet i Niesky 50 år och under firandet satte man upp en lysande stjärna. Senare började man hänga upp dem på den olika internaten i Niesky, Neuwied, Königsfeld im Schwarzwald och Kleinwelka i samband med första advent. Efterhand började man tillverka stjärnor som en del i det årliga julpysslet som internatseleverna hade. Stjärnorna spred sig när den tidigare eleven Peter Verbeek började sälja konstruktionsanvisningar i sin bokhandel i staden. Hans son Harry Verbeek startade i början av 1900-talet en fabriksmässig tillverkning. En herrnhutisk stjärna består av 17 fyrkantiga och åtta trekantiga spetsar som sätts samman med hjälp av påsnitar och bildar en stjärna.
Herrnhutstjärnorna började sprida sig till Sverige under 1910-talet. Det var Julia Aurelius, född Marx och gift med professor och biskop Erik Aurelius, som tog med sig traditionen när hon flyttade från Tyskland till Lund. I föräldrahemmet fanns en Herrnhutstjärna och i lysningspresent fick hon en adventsstjärna. En pappershandlare i Lund började sedermera sälja stjärnorna. Under 1930-talet började de tyska stjärnorna (i olika modeller däribland de från Herrnhut) importeras till Sverige. Efterhand fick de konkurrens av billigare varianter, bland annat den i Sverige klassiska "Proletärstjärnan" från 1940-talet och framåt. Under DDR-tiden skedde tillverkningen i ett statligt företag enligt gängse östtysk modell, från 1968 under namnet VEB Stern.
Idag tillverkas Herrnhutstjärnan fortfarande till stora delar för hand i Herrnhut av Herrnhuter Sterne GmbH. Produktionen sker året runt med 20 fast anställda i en verkstad för personer med funktionsnedsättning. Till denna produktion levererar flera verkstäder i regionen med personer med funktionsnedsättning som anställda komponenter. Det finns över 60 olika varianter i olika storlekar och färger anpassade för inom- eller utomhusbruk. De märks med texten Original Herrnhuter Stern. I många församlingar finns idag över 80 år gamla Herrnhutstjärnor. Många församlingar köper stjärnor för att stödja Evangeliska Brödraförsamlingen och deras missionsarbete. I maj 2011 flyttade tillverkningen in i en ny fabrik och årligen tillverkas 240 000 stycken.